# Een bos rozen
Een bos rozen is een single van Sandra Reemer. Reemer was ten tijde van het uitkomen van de single veertien jaar oud/jong.
Een bos rozen is een cover van Tout sauf une rose, geschreven door Jacques Revaux, Billy Nencioli en W. Rex. Tout sauf une rose was beroemd geworden in 1964 door de vertolking van het Zwitserse kindersterretje Le Petit Prince, artiestennaam van Pascal Krug, toen twaalf jaar oud.
Ook de B-kant Zeg, wat is er aan de hand was een cover en wel van What's the matter, little girl van Jack Wolf, Maurice Donald Bower (Bugs Bower) en P. Cirkel. In december 1963 werd melding gemaakt in de Billboard dat Betty Johnson het had uitgegeven op Worlds Artists Records (catalogusnummer PK4M 4160).
Ger van Leeuwen arrangeerde beide liedjes en gaf leiding aan het orkest.
De Nederlandse top 40, Nederlands enige hitparade toen, kent geen notering van deze single.

## Trivia
- In 1971 had Ronnie Tober een hit met Breng die rozen naar Sandra.

Sandra Reemer

Al di là · Stille nacht, heilige nacht · 'k Zweef aan m'n ballonnetje · Gloria, gloria · Sluimer zacht · Singapura · Hoe leit dit kindeke · Mijn gitaar · Kopi susu · Als jij maar wacht · Een bos rozen · Heimwee · Mijn concert · Teddy song · Jij vergeet · Since you have gone · (I've got) A love like a rainbow · Simon Zealotes · Love me, honey · The party's over · Trust in me · This is your heartbeat · How little we know · Colorado · Nothing's gonna change · It hurts to be in love · America here I come · Indonesia · Get it on · Rien ne va plus · Fly like an angel · Gold · All out of love · Sleep with me tonight · Laughter in the rain · Goodnight, sweetheart, goodnight · Smoke gets in your eyes · La colegiala · For your love · He was the one · Love is cruel · Domenica · The last goodbye · Mensen zoals jij · Kom naar me toe · Alles wat ik wil · Een boom voor het leven · De mooiste droom is vogelvrij
Sandra en Andres

Storybook children · Somethin' in my heart · For the first time in my life · Reach for the moon · Let us pray together · Love is all around · Those words · Que je t'aime · Mary Madonna · Als het om de liefde gaat · Mama mia · Auntie · Aime-moi · Dzjing boem! · True love · You believed · Oh, nous sommes très amoureux
Dutch Divas

Work that body · From New York to L.A.